# بهار ایران
بهار ایران نام یکی از مطبوعات استان فارس در دوران پهلوی اول است.
این روزنامه از سال ۱۳۰۹ خورشیدی به وسیله محمدحسین مجاهد، در شیراز به چاپ رسیده است.